# Christ ist erstanden

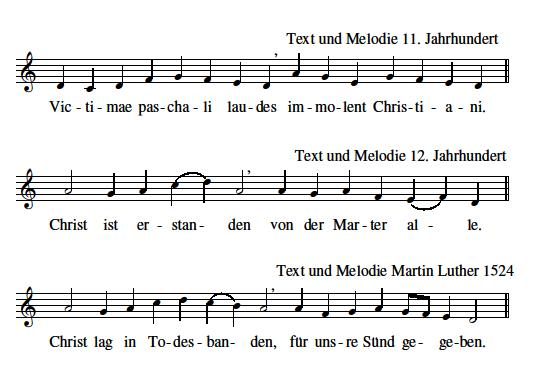
Melodieanfänge von Victimae paschali laudes, Christ ist erstanden und Christ lag in Todes Banden

Das Osterlied (oder die Osterleise) Christ ist erstanden gilt als der älteste erhaltene liturgische Gesang in deutscher Sprache. Er entstammt wahrscheinlich dem süddeutsch-österreichischen Kulturkreis und wurde um 1100 als deutschsprachige Antwort (Responsum) nach der Kreuzerhebung von der Gemeinde gesungen. Im Jahre 1160 wird er in einer verbindlichen Liturgieordnung des Erzbistums Salzburg erwähnt (Codex MII6 Universitätsbibliothek Salzburg).

## Beschreibung
Das Lied steht in engem textlichen und melodischen Zusammenhang mit der älteren Ostersequenz Victimae paschali laudes des Wipo („von Burgund“). Die liturgische Praxis, das Christ ist erstanden unmittelbar im Anschluss an das Victimae paschalis laudes zu singen, ist im 12. Jahrhundert für St. Nikola in Passau belegt und breitete sich von dort aus in benachbarte Augustinerchorherrenstifte aus. Beide Melodien sind in einer ähnlichen Intervall-Struktur in dorischer Kirchentonart gesetzt, und beide vermeiden den Halbtonschritt zwischen der sechsten und siebten Stufe (h). Dadurch gewinnt die Melodie eine besondere Strahlkraft und vermeidet einen Halbtonschritt, der üblicherweise als Ausdruck des Leidens wahrgenommen würde.
Das Lied, das ursprünglich nur aus einer Strophe bestand, fand im 13. Jahrhundert schnelle Verbreitung. Die zweite Strophe wurde im 15. Jahrhundert beigefügt, ebenso das Halleluja der dritten. Jede Strophe endet im Sinne der damals üblichen Leise auf Kyrieleis.

## Text
Christ ist erstanden

von der Marter alle.

Des solln wir alle froh sein;

Christ will unser Trost sein.

Kyrieleis.

Wär er nicht erstanden,

so wär die Welt vergangen.

Seit dass er erstanden ist,

so freut sich alles, was da ist.

Kyrieleis.

Halleluja,

Halleluja,

Halleluja.

Des solln wir alle froh sein;

Christ will unser Trost sein.

Kyrieleis.

## Rezeption und Wirkungsgeschichte
Frühe Umdichtungen belegen die rasch einsetzende Popularität des Liedes. So drückt ein alternativer zweiter Vers „Judas ist erhangen“ Freude über den Tod des Verräters aus. Und beim Konzil von Konstanz sang man 1415:
Christ ist erstanden,

Papst Johannes ist aus den Landen.

Deß sollen wir alle froh sein,

Daß wir den Bösewicht los sein.
Von dem Wiener Lautenisten Hans Judenkönig stammt eine Version von Christ ist erstanden (gefolgt von Und wär er nit erstanden) für die Renaissancelaute, veröffentlicht in Wien 1523 in Utilis et compendiaria introductio.
Martin Luther nahm das Lied in das Klugsche Gesangbuch von 1529 (1533) auf, änderte dabei aber in der 2. Strophe die Zeile „so freut sich alles, was da ist“ in „so lob wir den Vater Jesu Christ“. Er schrieb über das Lied: „Aller Lieder singet man sich mit der zeit müde/ Aber das Christus ist erstanden/ mus man alle jar wider singen“. Dessen ungeachtet verfasste er 1524 unter der Überschrift „Christ ist erstanden gebessert“ als Neudichtung sein eigenes Lied Christ lag in Todes Banden, das in Text und Melodie auf Christ ist erstanden sowie der Ostersequenz basiert. „Gebessert“ ist dabei nicht als Kritik an der Vorlage zu verstehen, vielmehr ging es Luther darum, den Text um predigthafte Auslegung zu erweitern. Im sogenannten Babstschen Gesangbuch von 1545 war das Lied im Kapitel „etliche geistliche Lieder / von fromen Christen gemacht / so vor vnser zeit gewesen sind“ abgedruckt. Es wurde somit Teil des gesicherten und kanonisierten Grundbestands der bis dahin bearbeiteten wie auch neu entstandenen lutherischen Kirchenlieder.
Text und Melodie des Liedes haben vielfältig Spuren in der Musikgeschichte hinterlassen, von der Renaissance über Johann Sebastian Bach, Franz Liszt, Carl Orff bis hin zur zwölftönigen Verarbeitung von Johann Nepomuk David.
Der Choral galt als Siegeshymne des Deutschen Ordens und wurde in der Schlacht bei Tannenberg im Jahre 1410 nach der Eroberung des polnischen Reichspaniers angestimmt.
Der Komponist Peter Janssens schuf 1970 sein zur Gattung Neues Geistliches Lied gehöriges Anderes Osterlied, dessen Melodieverlauf sich an Christ ist erstanden anlehnt. Der von dem Schweizer Theologen Kurt Marti verfasste Text beginnt mit den Zeilen „Das könnte den Herren der Welt ja so passen, wenn erst nach dem Tode Gerechtigkeit käme“ und wendet sich gegen eine Auffassung der christlichen Auferstehungsbotschaft als Vertröstung auf das Jenseits.
Die sinfonische Dichtung Feste Romane (1928) für großes Orchester von Ottorino Respighi enthält im 2. Satz die Hymne Christ ist erstanden, in die – dem der Komposition zugrundeliegenden Programm gemäß – Pilger beim Anblick Roms ausbrechen.
Das Lied gilt als Inbegriff eines musikalischen Ostermotivs. Es eröffnet sowohl in der katholischen als auch in der evangelischen Kirche mit seinem gern gesungenen „Halleluja“ in der dritten Strophe den Reigen der Osterlieder sowohl im katholischen Gotteslob (GL Nr. 318) als auch im aktuellen Evangelischen Gesangbuch (EG Nr. 99) und im Evangelisch-Lutherischen Kirchengesangbuch² der SELK  (ELKG² Nr. 437).

## Übersetzungen
Eine wortgetreue slowenische Übersetzung der ersten Strophe findet sich im Stiški rokopis und datiert wahrscheinlich vom Jahre 1440:
Kryſt iſt herſondñ

Nas goſpud ye od ſmerti ſtwal

od nega britttke martre

nam nam ÿe ſe ve ſeliti

onam chocztſche troſti biti kyre on
Wie aus Veröffentlichungen aus dem 16. und 17. Jahrhundert hervorgeht, erfuhr es im slowenischen Bereich eine Erweiterung auf bis zu 15 Strophen, die unabhängig von den deutschen mehrstrophigen Fassungen ist.
Eine dänische Übersetzung „Christ stod op af døde …“ steht im dänischen Gesangbuch Rostock 1529 als Einzelstrophe. Sie wurde übernommen im dänischen Gesangbuch Ludwig Dietz von 1536 und kam in das moderne dänische Gesangbuch Den Danske Salmebog von 2002 als Nr. 218 (mit dem Hinweis, dass die Strophe auf Dänisch bereits vor der Reformation nach der lateinischen Vorlage „Resurrexit Christus …“ gesungen wurde): „Krist stod op af døde …“ Andere Belege gibt es in dänischen Gesangbüchern seit 1528, neu übersetzt im dänischen Gesangbuch Flensburg von 1717 (und mehrfach bearbeitet von Nikolai Frederik Severin Grundtvig 1815, 1837, 1843 und 1845). Die Grundtvig-Bearbeitung von 1845 fand Eingang in das sehr populäre Gesangbuch  Højskolesangbogen der dänischen Heimvolkshochschulbewegung.
Eine niederländische Übersetzung datiert schon ab ca. 1560:
Christus is opgestanden

Al van de Martelaers handen,

Dies sullen wy alle vrolijck zijn,

Christus sal onse Trooster zijn.

Waer hy niet opgestanden,

Soo ware de Werelt vergangen,

Na dien hy nu opgestanden is,

Soo loven wy den Heere Iesum Christ.